# Glashütte Altmünden

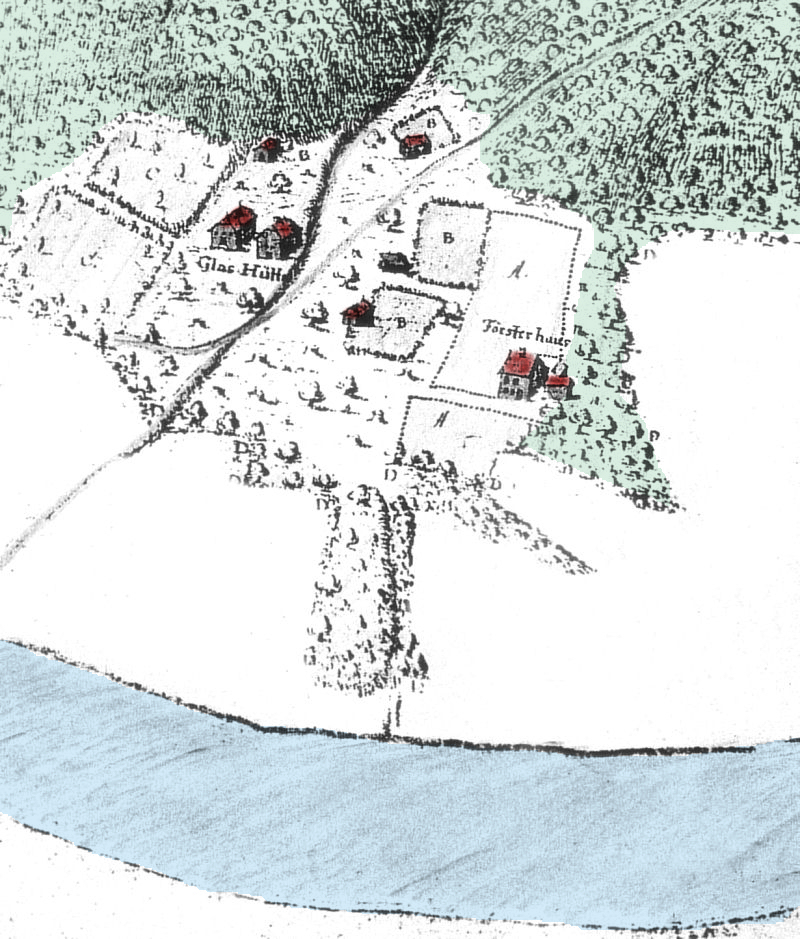
Glashütte Altmünden an Reinhardswald und Weser, 1712

Die Glashütte Altmünden war eine Glashütte in Altmünden, die unter der Bezeichnung Fürstliche Glashütte zu  Altmünden zwischen 1594 und 1818 vor allem weißes Hohlglas produzierte. Sie entstand 1594 durch Landgraf Moritz von Hessen-Kassel zur Belieferung seiner Hofhaltung in Kassel mit Glasprodukten. Später wurde Kristallglas sowie Gebrauchsglas auch für bürgerliche Bevölkerungsschichten hergestellt. 

## Lage

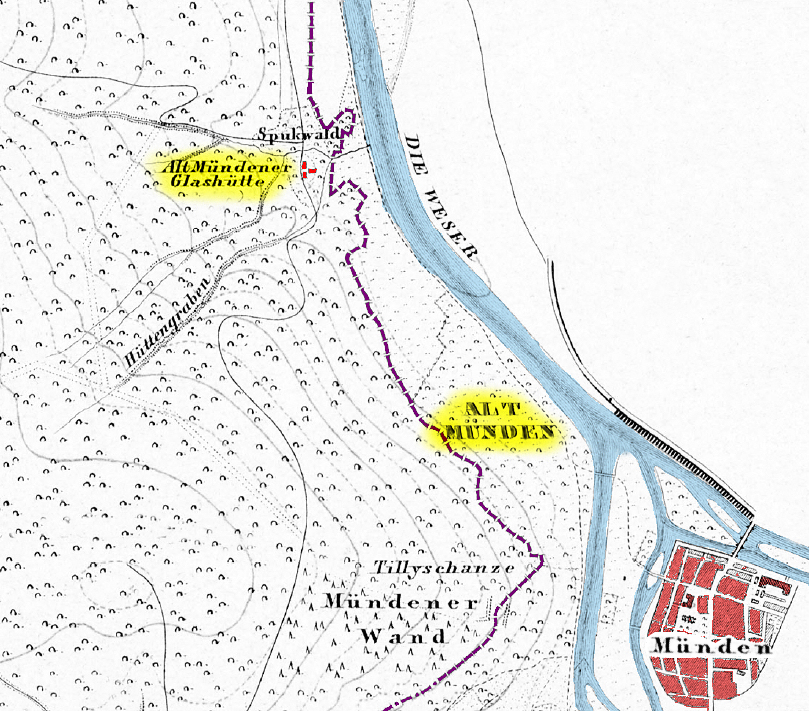
Karte mit der Glashütte Altmünden jenseits der Landesgrenze (violett), 1857

Die Glashütte lag am Ostrande des Reinhardswaldes und an der Weser im Grenzgebiet zwischen der hannoverschen und der hessischen Landesgrenze, das den Flurnamen Schörgründe trug. Da Wasser ein wichtiges Betriebsmittel einer Glashütte war, wurde sie am Hüttenbach errichtet, der von den Höhen des Reinhardswaldes zur Weser herabfließt. Die Glashütte war zwar zu  Altmünden gehörig, lag aber nicht auf hannoverschem, sondern auf hessischem Boden. Die nahe liegende Weser konnte deswegen nicht zum Abtransport der Glaswaren genutzt werden. Der Transport in Richtung Münden erfolgte per Wagen über eine Fähre in Höhe des Tanzwerders, wo Zollabgaben fällig wurden. Ins Hessische erfolgte der Transport über steile Wege des Reinhardswaldes. Erst 1967 kam der kleine Bereich des hessischen Staatsgebietes, auf dem sich die Hütte befand, durch einen Grenzänderungsvertrag an Niedersachsen. Der Glashüttenplatz ist ein geschütztes Bodendenkmal. Seine frühere Abfallhalde liegt am Hüttenbach, der sie erodiert und Produktionsreste freilegt.

## Geschichte

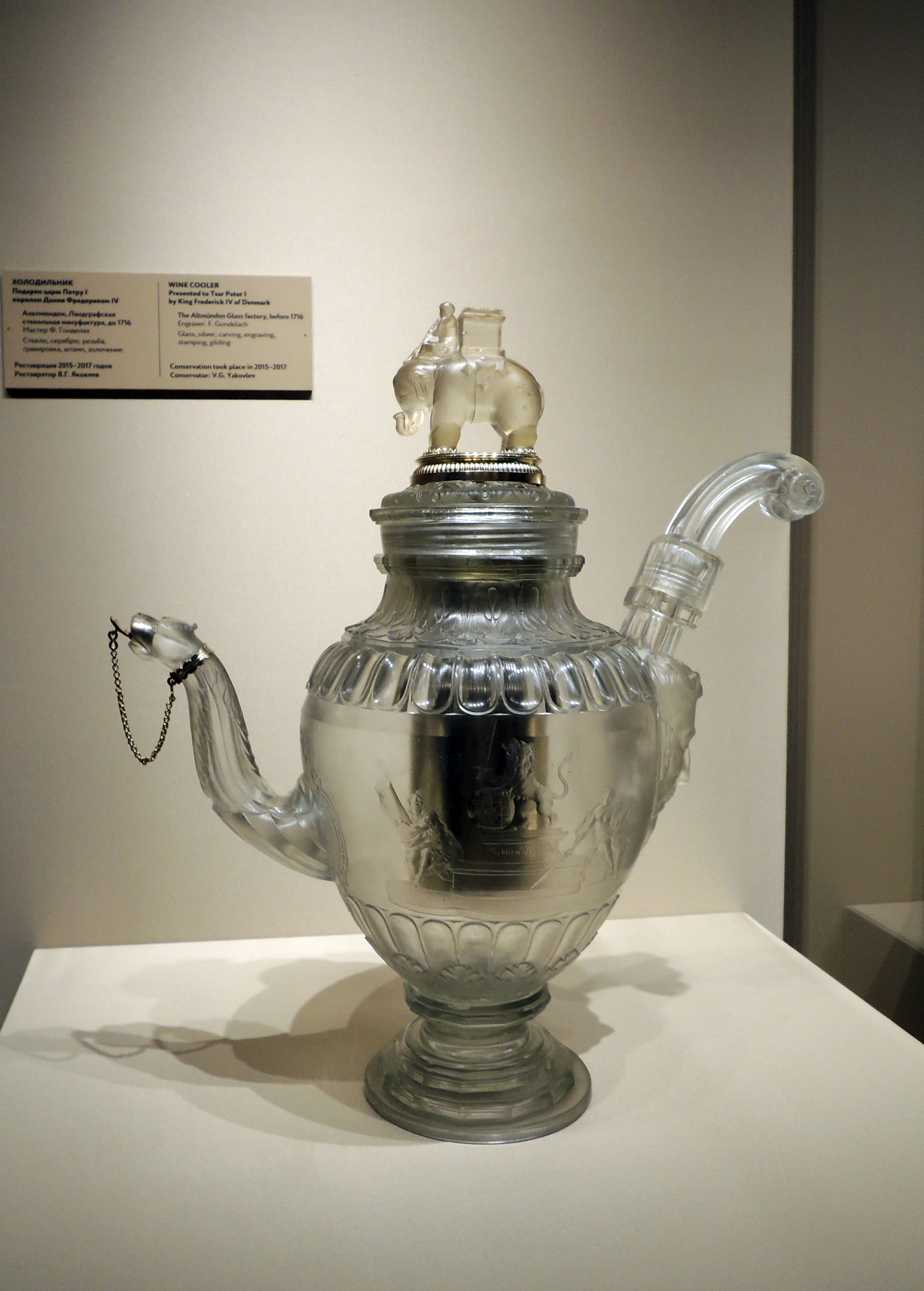

Bei der Glashütte Altmünden handelte sich von Anfang an um eine ortsfeste Einrichtung, im Gegensatz zu den in dieser Zeit noch üblichen, mobilen Waldglashütten des Weserberglandes. 1594 erteilte Landgraf Moritz von Hessen-Kassel dem aus Helsa im Kaufunger Wald stammenden Glasmachermeister Franz Gundelach als Pächter das Privileg zur Errichtung der ersten Weißglashütte auf hessischem Boden. Bis dahin war die Herstellung von grünem Waldglas in Waldglashütten üblich. Der Landgraf stellte dem Pächter den böhmischen Glasmacher und Emailmaler Peter Hüttel bei, der ihm die Herstellung von weißem Glas lehren sollte. Er wurde jedoch 1599 durch Herzog Heinrich Julius von Braunschweig-Wolfenbüttel für eine Weißglashütte bei Golmbach im Vogler abgeworben. Die jährliche an die Landgrafschaft Hessen-Kassel zu entrichtende Pacht betrug für den Pächter der Glashütte Altmünden 120 Reichstaler. Außerdem hatte er für die Hofhaltung 1000 weiße Weingläser sowie 500 weiße Biergläser, eine Reihe grüner Gläser und rund 2000 Butzenscheiben zu stellen. Um Raubbau am Wald vorzubeugen, erhielt der Glashüttenpächter genaue Anweisungen. Er durfte die jährlich eingeschlagene Fläche nicht wüst liegen lassen, sondern musste sie säubern, so dass der Wald nachwachsen konnte. Der zur Glasschmelze erforderliche Rohstoff Sand wurde am nahe gelegenen Gahrenberg gewonnen. 
1625 wurde die Glashütte abgerissen, da nicht genügend Holz zur Beheizung der Brennöfen zur Verfügung stand. Wahrscheinlich ist sie 1644 wieder aufgebaut und 1660 aus diesem Grunde erneut abgerissen worden. 1680 kam es zu einer Neuerrichtung unter der Bezeichnung Fürstliche Kristallin-Glashütte. Der erste Pächter war der aus Böhmen stammende Johann Reinhard Hirschenfeld, der den Titel Fürstlich Hessischer Christallmeister trug. Als 1684 die Glashütte abbrannte, gewährte ihm der hessische Landgraf Karl nach einem Bittbrief einen Vorschuss zum Wiederaufbau. Die Glasproduktion endete 1818. Nur das im Jahre 1785 erbaute Wohnhaus des letzten Glashüttenpächters ist noch erhalten und wird seit dem Produktionsende als hessisches Forsthaus genutzt.

## Produkte
Die Glashütte stellte vor allem weißes Hohlglas her, wie Becher, Kelche, Pokale, Karaffen, Flaschen und Apothekengläser. Einige Gläser wurden mit kunstvollen Emailmalereien verziert. Die Einführung dieser Technik, die sich bis 1701 nachweisen lässt, wird dem in der Hütte beschäftigen böhmischen Emaillemaler Peter Hüttel zugeschrieben. Das einzig erhaltene Stück ist ein auf 1595 datiertes Stangenglas für die Domina des nahe gelegenen Klosters Hilwartshausen, das sich heute im Kestner-Museum in Hannover befindet. Es zeigt böhmische Formgebung und böhmisches Dekor, wie Maiglöckchenmotive.
Die 1680 unter der Bezeichnung Fürstliche Kristallin-Glashütte neu erbaute Glashütte stellte klares Kreideglas und Kristallglas her, das durch eine Schleifmühle am Kasseler Schloss veredelt wurde. Die kunstvoll geschliffenen Gläser waren in der barocken Hofhaltung begehrt, da sie dem adligen Repräsentationsbedürfnis entgegen kamen. Es wurde aber nicht nur der Kasseler Hof mit Trinkgefäßen und Glas beliefert, sondern auch das gesamte hessische Land. 
Die Herstellung von Pottasche als Flussmittel bei der Glasherstellung ist bei der Glashütte Altmünden ab 1680 nachweisbar, was die aufwändige Herstellung von Holzasche erübrigte.
Bei Ausgrabungen in jüngerer Zeit in Hann. Münden wurden in Kloaken und Abfallgruben Glasreste von Pokalgläsern und Spitzkelchen gefunden, die der Produktion der Glashütte Altmünden im 18. Jahrhundert zugerechnet werden. Vollständig erhaltene Pokalgläser finden sich in den Stadtmuseen Kassel und Hann. Münden.